# Joseba Zubeldia
Joseba Zubeldia Aguirre (* 19. März 1979 in Usurbil, Gipuzkoa) ist ein ehemaliger spanischer Radrennfahrer.
Joseba Zubeldia begann seine Karriere 2002 im baskischen Radsportteam Euskaltel-Euskadi, nachdem er dort im Vorjahr als Stagiaire gefahren war. Er beendete seine Laufbahn nach der Saison 2007. Er konnte in dieser Zeit kein Rennen des UCI-Kalenders gewinnen und nahm nur an einer Grand Tour, dem Giro d’Italia 2007, teil, konnte das Rennen aber nicht beenden. Seine bedeutendste Platzierung war der dritte Rang in der Gesamtwertung des Étoile de Bessèges 2004.
Josebas älterer Bruder Haimar ist ebenfalls Radrennfahrer.